# José Luis Arrieta
José Luis Arrieta (ur. 15 czerwca 1971 w San Sebastián), kolarz hiszpański.
Ściga się od roku 1993; od 2006 w gronie profesjonalistów z UCI ProTour.